# Canaã dos Carajás
Canaã dos Carajás – miasto i gmina w Brazylii, w stanie Pará. Znajduje się w mezoregionie Sudeste Paraense i mikroregionie Parauapebas.